# قمية (عدد كم)
القمية (بالإنجليزية: Topness)‏ هي خاصية للجسيمات توصف بعدد عدد كم نكهة (رمزه {\displaystyle T}) يعرف كالفارق بين عدد كواركات القمة (
t
) وضديد كواركات القمة (
t
) الموجودة في الجسيمات:
{\displaystyle T=n_{\mathrm {t} }-n_{\bar {\mathrm {t} }}}
حيث يمثل {\displaystyle n_{\mathrm {t} }} عدد كواركات القمة (
t
) ويمثل {\displaystyle n_{\bar {\mathrm {t} }}} عدد ضديد كواركات القمة (
t
).
إتُفِق على أن تكون علامة أعداد كم النكهة نفس علامة الشحنة الكهربائية التي يحملها كوارك النكهة الموافق. بالتالي فإن كوارك القمة الذي يحمل شحنة كهربائية {\displaystyle Q=+{\frac {2}{3}}}، يحمل لذلك عدد كم قمية {\displaystyle T=+1}. وبما أن الكوارك القمة الضديد لديه شحنة معاكسة {\displaystyle Q=-{\frac {2}{3}}}، فبالتالي فإن عدد كم نكهته هو {\displaystyle T=-1}.

## إنحفاظ القمية
ككل أعداد الكم المتعلقة بالنكهة، تنحفظ القمية في التأثر الشديد والتأثر الكهرومغناطيسي، ولكن ليس عند التأثر الضعيف (انظر مصفوفة CKM). ومع ذلك فإن كوارك القمة غير مستقر للغاية، بعمر النصف أقل من {\displaystyle 10^{-23}} ثانية، وهو الزمن اللازم للتأثر الشديد حيث يتفاعل الكوارك بشدة ويضمحل إلى نكهة أخرى (عادة إلى كوارك سفلي). ولهذا السبب فإن كوارك القمة لا يشكل هادرونات، أي أنه لا يدخل في تركيبة أي ميزون أو باريون ، وبالتالي فإن عدد كم القمية الفعلي للميزونات والباريونات يكون دائما صفرا.

## وصلات خارجية
- Lessons in Particle Physics Luis Anchordoqui and Francis Halzen, University of Wisconsin, 18th Dec. 2009